# 1ª Divisione CC.NN. "Dio lo Vuole"
La 1ª Divisione CC.NN. "Dio lo vuole" era una divisione italiana della Milizia Volontaria per la Sicurezza Nazionale (MVSN), operativa durante guerra civile spagnola.

## Storia
La divisione fu costituita nel febbraio 1937 dalla riorganizzazione delle truppe della Missione Militare Italiana in Spagna reduci dalla battaglia di Málaga. Nell'ambito del potenziamento del corpo di spedizione italiano in Spagna, a questa grande unità, formata da soldati volontari e da camicie nere, si affiancarono altre due divisioni della MVSN ed una regolare del Regio Esercito, inquadrate all'interno del Corpo Truppe Volontarie ed inviate a fianco delle truppe nazionalista spagnole di Franco. Si trattava di una unità divisionale semi-motorizzata di oltre 6.000 uomini, ma come le altre mancava di un buon addestramento ed inquadramento. Riprendendo la terminologia spagnola, i battaglioni erano denominati "banderas", mentre i "gruppi banderas" corrispondevano ai reggimenti italiani.
La divisione prese parte alla battaglia di Guadalajara nel marzo 1937. Tra il 12 ed il 13 marzo venne infatti inviata, insieme alla 4ª Divisione fanteria "Littorio", a sostituire la 2ª "Fiamme Nere" e la 3ª "Penne Nere", provate dai duri scontri dei giorni precedenti nei pressi di Brihuega, dove avevano fronteggiato circa 15 brigate internazionali e repubblicane. Il giorno 18, una profonda puntata di un battaglione sovietico di T-26 comandato da Pavlov provocò un improvviso cedimento del suo comandante, il Generale di brigata Edmondo Rossi, che ordinò all'unità un ripiegamento generale. Il panico si trasmise ai comandi superiori, che per tutta la giornata successiva ritennero necessaria una ritirata strategica. Il 20, tuttavia, in un'ispezione delle truppe schierate sulla linea di ripiegamento il comandante del CTV Mario Roatta doveva constatare che non si era verificata alcuna rotta, ma le truppe erano arretrate con ordine ed erano nuovamente impiegabili, sebbene provate dalla stanchezza e dal freddo. Nei giorni successivi altri attacchi repubblicani furono condotti contro le linee italiane, ma senza successo.
In seguito alla battaglia, le forze italiane furono sostanzialmente riorganizzate. La "Dio lo vuole", come la "Penne Nere", venne sciolta ed il personale meglio addestrato andò a rinforzare la 2ª "Fiamme Nere" ed il Raggruppamento Fanteria CC.NN. "XXIII Marzo".

## Ordine di battaglia: 1937
- 1º Gruppo banderas (col. Aristide Frezza)
  - 524ª Bandera "Carroccio" (sen. Luigi Giuliani)
  - 533ª Bandera "Aquila"
  - Bandera "Leone"
  - 1ª Batteria d'accompagnamento da 65/17 Mod. 1908/1913
  - 1ª Sezione genio artieri
- 2º Gruppo banderas (col. Costantino Salvi)
  - 535ª Bandera "Indomita" (sen. Alberto Montanardi)
  - Bandera "Falco" (sen. Arnaldo Rocchi)
  - Bandera "Folgore" (1° sen. Michele Olivas)
  - 2ª Batteria d'accompagnamento da 65/17
  - 2ª Sezione genio artieri
- 3º Gruppo banderas (col. Mario Mazza)
  - 524ª Bandera "Uragano"
  - 635ª Bandera "Tempesta"
  - 640ª Bis Bandera "Lupi"
  - 3ª Batteria d'accompagnamento da 65/17
  - 3ª Sezione genio artieri
- 1º Raggruppamento artiglieria divisionale (ten. col. Bottari)
  - X Gruppo cannoni campali da 75/27 Mod. 1911 (su tre batterie)
  - I Gruppo obici campali Škoda 10 cm Vz. 1914 (su due batterie)
  - II Gruppo obici campali da 100/17 (su due batterie)
  - II Gruppo cannoni pesanti campali da 105/28 (su due batterie)
  - IV Gruppo obici pesanti campali Škoda 15 cm Vz. 1914 (su due batterie)
  - 1ª Batteria contraerea leggera Breda 20/65 Mod. 1935
  - una sezione genio artieri
  - una sezione parco di artiglieria
- 1ª Sezione sanità
- 1ª Sezione sussistenza
- I Autoreparto pesante

## Comandanti
- Gen. B. Edmondo Rossi